# The New Rachel
«The New Rachel» es el primer episodio de la cuarta temporada de la serie de televisión Glee y el sexagésimo séptimo en su cómputo total. Será emitido por Fox en los Estados Unidos el 13 de septiembre de 2012. Su trama se centra en el inicio escolar de Rachel (Lea Michele) en la Academia de Artes Dramáticas de Nueva York (NYADA, por sus siglas en inglés), mientras que, en el instituto McKinley, el coro New Directions debe reagruparse tras perder a ocho de sus integrantes ya graduados. Kate Hudson hace su primera aparición en la serie como estrella invitada e interpretando a Cassandra July, la profesora de baile de Rachel en NYADA.

## Sinopsis
Rachel comienza en NYADA, donde conoce a Brody Weston (Dean Geyer), un alumno de segundo año, e inicia clases con una dura profesora de baile, Cassandra July (Kate Hudson). En el McKinley comienza el trabajo de reclutamiento para New Directions; Kurt mientras trabaja de mesero en la tienda de café, ayuda a Will Schuester en la búsqueda de reclutas potenciales, que incluyen a Jake (Jacob Artist), el medio hermano de Puck, Marley (Melissa Benoist) y a Wade "Unique" Adams (Alex Newell). Blaine (Darren Criss), Brittany (Heather Morris), Tina (Jenna Ushkowitz) y Unique quieren ser la próxima estrella del coro y le piden a Artie que elija a uno de ellos.

## Producción
El rodaje de la cuarta temporada de Glee comenzó el martes 24 de julio de 2012. En dicho día, el cocreador de la serie, Brad Falchuk, tuiteó una foto de la sala de coro que mostraba a los siete actores cuyos personajes permanecerán en el coro. Los actores que interpretan a los medio hermanos Puckerman, Mark Salling y Jacob Artist, comenzaron a filmar el viernes 27 de julio.
Desde este episodio, Glee se emitirá en Estados Unidos los jueves a las 9 p. m. en lugar de los martes a las 8 p. m. (ET).
Tres actores se incorporan al reparto principal de la serie en la nueva temporada y está programado que todos ellos aparezcan en este episodio: Chord Overstreet, quien interpreta al miembro del coro Sam Evans y quien ha sido promovido desde el elenco recurrente; Dean Geyer, quien interpretará a Brody Weston, un alumno de segundo curso en NYADA; y Jacob Artist como Jake, un alumno del instituto Mckinley y hermano menor de Puck (Mark Salling). Los personajes recurrentes que aparecen en la tercera temporada y que regresan en este episodio son los miembros del coro Sugar Motta (Vanessa Lengies) y Joe Hart (Samuel Larsen). A ellos se suman dos nuevos: Marley (Melissa Benoist) y la animadora Kitty (Becca Tobin). La estrella invitada Kate Hudson comienza un arco de seis episodios como Cassandra July, la profesora de baile de Rachel en NYADA. Cassandra, según Falchuk, enseña «basándose en el estímulo negativo».
El 19 de julio de 2012, Jenna Ushkowitz y Heather Morris dieron comienzo a las grabaciones musicales de la temporada. El primer número en grupo será una versión de «Chasing Pavements», de Adele. Otras canciones son «Call Me Maybe», de Carly Rae Jepsen e interpretada por New Directions con Ushkowitz, Morris y Darren Criss como voces principales, e «It's Time», un sencillo de la banda indie Imagine Dragons e interpretado también por Criss. Rachel y el nuevo personaje, Marley, cantarán un tema de Barbra Streisand.[cita requerida]
Una cantidad sustancial de tomas exteriores se han filmado en localizaciones de la ciudad de Nueva York. El rodaje tuvo lugar el fin de semana del 11 de agosto e incluyó un dueto entre Michele y Geyer; este último dijo que ellos dos «corren por Nueva York cantando».